# قطعنامه ۱۴۳۸ شورای امنیت
قطعنامه ۱۴۳۸ شورای امنیت سازمان ملل متحد که در تاریخ ۱۴ اکتبر ۲۰۰۲ تصویب شد، سندی بین‌المللی دربارهٔ تهدید صلح و امنیت بین‌المللی ناشی از اقدامات تروریستی است. این قطعنامه طی نشست ۴۶۲۴ام با ۱۵ رای موافق، ۰ مخالف و ۰ ممتنع تصویب شد.